# 临西站
临西站位于中华人民共和国河北省邢台市临西县东枣园乡，是京九铁路的一座火车站，建于1996年。现为中国铁路北京局集团衡水车务段管辖的四等站，车站曾办理客货运业务，但目前车站仅办理列车到发及会让作业，不办理客货运业务。